# LETTERS TO YOUR PRECIOUS
『LIFE PLAZA PARTNERS LETTERS TO YOUR PRECIOUS』（ライフプラザパートナーズ レターズ・トゥ・ヨア・プレシャス）は、2024年4月6日からJ-WAVEで放送されているラジオ番組。ライフプラザパートナーズの一社提供。

## 概要
秀島史香がナビゲーターを務めている土曜朝のミニ番組で、毎週土曜 7:50 - 8:00（日本標準時）に放送。秀島のJ-WAVE制作番組への出演は、2016年9月まで同局で放送されていた『DREAM TRAIN』以来となる。
番組は、毎週『届かなかったラヴレター』シリーズの書籍の中から1篇のエピソードをセレクトし、それを秀島の朗読で伝える。朗読エピソードに合う楽曲も併せてオンエアする。
番組ハッシュタグは「#レターズ813」。